# Ulf Miehe
Ulf Miehe (* 11. Mai 1940 in Wusterhausen; † 13. Juli 1989 in München) war ein deutscher Schriftsteller, Drehbuchautor und Filmregisseur. Gemeinsam mit Walter Ernsting veröffentlichte er auch unter dem Pseudonym Robert Artner.

## Leben
Ulf Miehe wuchs in Berlin auf und war nach einer Buchhändlerlehre in Bielefeld als Lektor im Sigbert Mohn Verlag tätig. Während dieser Zeit entdeckte er Guntram Vesper, dessen Band Gedichte er 1965 betreute. Nach der Liquidierung des Sigbert Mohn Verlages im gleichen Jahr arbeitete er als Übersetzer, freier Schriftsteller, Journalist, Synchronsprecher und Statist. Er erhielt mehrere Stipendien (Bertelsmann-Stiftung 1965, Berliner Senat 1967) und war ab 1974 Mitglied des PEN-Zentrum Deutschland. Mit Marius Müller-Westernhagen trat er als Mitglied der Band „Superheroes“ 1972 in einer Fernsehshow auf. Esther Ofarim sang auf ihrer LP „Complicated Ladies“ mehrere seiner Songtexte.
Mit seiner Frau Angelika lebte er bis zu seinem Tod bei München. Miehe starb im Alter von 49 Jahren in München an einer Gehirnblutung.

## Auszeichnungen
- 1973: Bayerischer Kunstförderpreis des Bayerischen Staatsministers für Wissenschaft, Forschung und Kunst
- 1975: Bundesfilmpreis für Nachwuchsregie: Filmband in Gold

## Werk

### Literarisches Schaffen

#### Ich hab noch einen Toten in Berlin
Bekannt wurde Miehe vor allem mit seinem Kriminalroman Ich hab noch einen Toten in Berlin, den die Kritik in die Tradition Dashiell Hammetts stellte; Miehe bezeichnete sie als „deutschen Raymond Chandler“. Es geht darin um die Idee für ein Drehbuch, in dem ein Geldtransport der US-Armee überfallen werden soll. Zwei Filmemacher verführt das, diese Idee in die Tat umzusetzen. Dazu müssen sie mit einem Berliner Kriminellen zusammenarbeiten, der aber ganz andere Interessen verfolgt. Der Roman wurde in 11 Sprachen übersetzt, hatte in den USA eine Auflage von 200.000 Exemplaren, erhielt in Bayern den „Staatlichen Förderpreis für Literatur“ und wurde 1974 unter dem Titel Output verfilmt. 33 Jahre nach seinem Erscheinen wurde er von der Süddeutschen Zeitung für ihre „SZ Krimibibliothek“ (Band 17) ausgewählt.

#### PumaundLilli Berlin
Miehe, der zunächst unter dem Pseudonym Robert Artner zusammen mit Walter Ernsting alias „Clark Darlton“ Science-Fiction schrieb, auch als Herausgeber tätig war und Gedichte und Erzählungen verfasste, festigte mit zwei Romanen seinen Ruf als Kriminalschriftsteller: Puma (1976) und Lilli Berlin (1981). Beide gelten als „bildhaft erzählt, sauber recherchiert, knapp und präzise im Dialog und transparent in der Schilderung von Charakteren und Lokalitäten“. Puma, eine Erpressergeschichte, sollte verfilmt werden, wovon man aber Abstand nahm, da zu diesem Zeitpunkt die Schleyer-Entführung stattfand. Der Roman gilt in der Kritik als „ein Buch, gegen das die gut verkäufliche Ware solcher Mainstreamer wie Donna Leon oder Henning Mankell ziemlich alt aussieht“ und für den Literaturkritiker Peter Jokostra galt Miehe als „Vollbluterzähler, ein Fabulierer, der dem berühmten Raymond Chandler nicht nachsteht, ja ihm in manchen geglückten Passagen sogar überlegen ist“. Der WDR produzierte 2004 den Roman als Hörspiel.

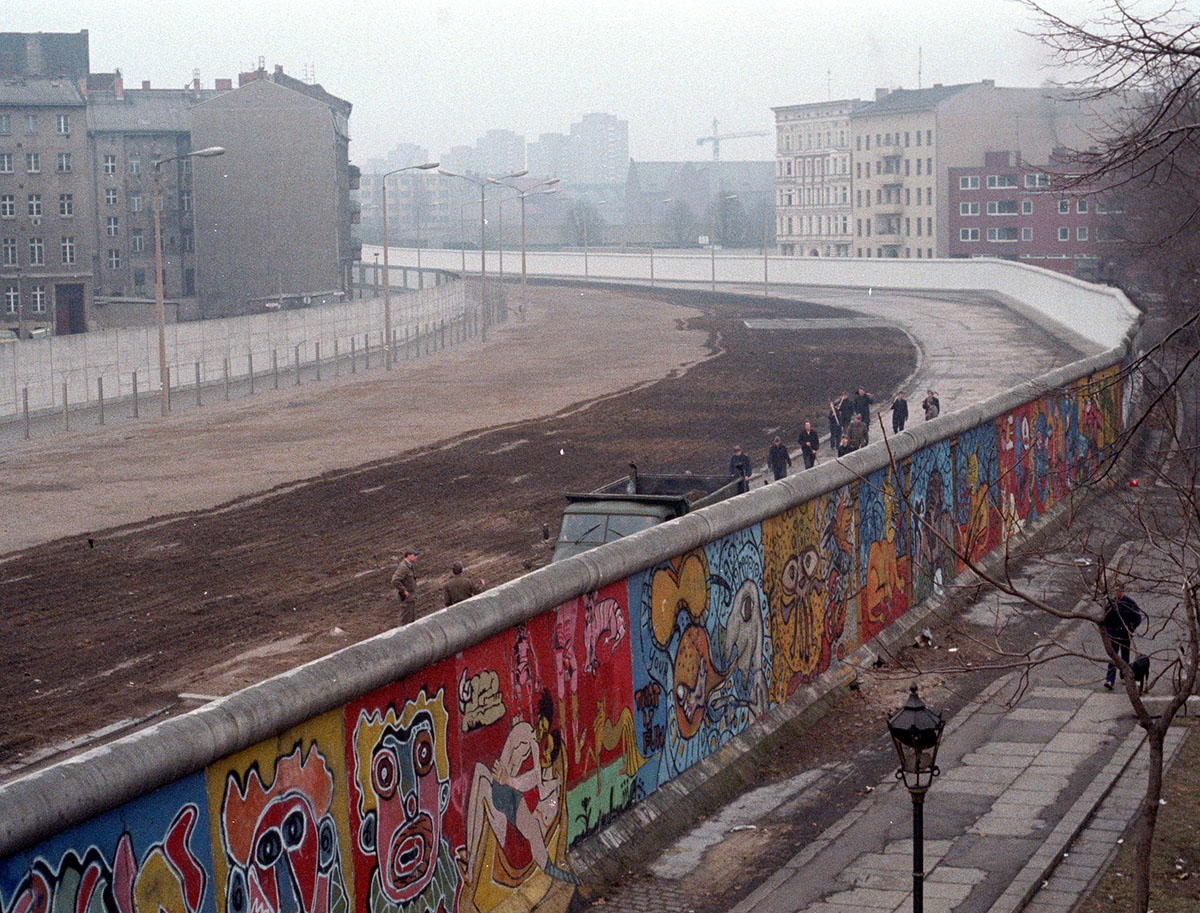
Handlungsort der Romane Miehes ist oft das zweigeteilte Berlin

In Miehes letztem Kriminalroman Lilli Berlin spielt sich innerhalb weniger Januartage ein ebenso auf die Wirklichkeit bezogenes wie phantastisches Stück deutsch-deutscher Berliner Wirklichkeit ab. Peter Henning fasst zusammen, dass der Autor seinem Grundthema in allen drei Romanen treu geblieben sei: „der schnörkellosen Inszenierung der realistischen Unterweltballade, des Noir-Romans“.

### Filmemacher
Ulf Miehe wirkte auch als Drehbuchautor bei den Reihen Tatort und Der Fahnder mit, führte selbst Regie in einigen Filmen, hatte aber den größten Erfolg mit dem Kinofilm John Glückstadt.

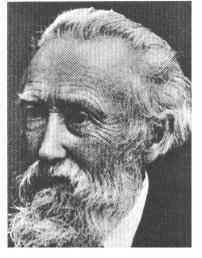
Theodor Storm (1817–88), dessen Novelle den Stoff für den Film John Glückstadt gab

#### John Glückstadt
Die Handlung dieses Films basiert auf Theodor Storms Novelle Ein Doppelgänger von 1886. Ein junger Mann, zu einem Verbrechen verführt, kommt in das Gefängnis Glückstadt. Zurück in seiner kleinen Heimatstadt an der Nordsee, will er sich ein neues Leben aufbauen, ist aber dem Terror der Bewohner ausgesetzt. Die Hauptrollen spielten Dieter Laser als John Hansen bzw. John Glückstadt und Marie-Christine Barrault als seine Frau. Beide erhielten dafür den Bundesfilmpreis als beste Schauspieler. Weitere Darsteller sind Johannes Schaaf und Tilo Prückner, die Musik stammt von Eberhard Schoener.
Ulf Miehe erhielt für sein Werk das Filmband in Gold als bester Nachwuchsregisseur. Die FAZ schrieb, dass dieser Historienfilm „von seiner Ästhetik her eindeutig für das Kino konzipiert sei, was in Deutschland ja schon eine erwähnenswerte Seltenheit geworden“ sei, kritisierte aber auch, dass die Regie an einigen Stellen noch eine gewisse Unerfahrenheit erkennen lasse und fährt fort: „Dennoch ist dies ein recht beachtlicher Film geworden, dessen melancholisches Schwarzweiß etwa jene Atmosphäre trifft, die wir auch aus Fassbinders Effi Briest kennen.“

## Literarische Werke
- Zwischen Spree und Krumme Lanke. Berliner Witz. Das kleine Buch. Mohn, Gütersloh 1964.
- Die Zeit in W. und anderswo. Prosa. Peter Hammer, Wuppertal 1968.
- Ab sofort liefern wir folgende Artikel auf Teilzahlung. Eine Politpornographie. Bär, Berlin 1969.
- Ich hab noch einen Toten in Berlin. Roman. Piper, München 1973. ISBN 3-492-01959-5. Zuletzt: Süddeutsche Zeitung. Kriminalbibliothek Bd. 17. München 2006, ISBN 978-3-86615-235-9.
  - Dänische Übersetzung: En million i Berlin. Lindhardt og Ringhof, Kopenhagen 1974, ISBN 87-7560-134-6.
  - Finnische Übersetzung: Miljoonan dollarin kysikirjoitus. Gummerus, Jyväskylä 1974, ISBN 951-20-0765-7.
  - Schwedische Übersetzung: Miljondollarmanuskriptet. Norstedt, Stockholm 1974, ISBN 91-1-742012-1.
  - Niederländische Ausgabe: Ik heb nog een dode in Berlijn. Bruna, Utrecht 1978, ISBN 90-229-5221-5.
  - Spanische Ausgabe: Un muerto en Berlin. Editorial Planeta, Barcelona 1978, ISBN 84-320-4127-0.
- Puma. Roman. Piper, München 1976, ISBN 3-492-02176-X. Neuausgabe: Puma. Mit Materialien zu Leben und Werk. Dumont, Köln 1999, ISBN 3-7701-4854-1.
- Lilli Berlin. Roman. Piper, München 1981. ISBN 3-492-02417-3. Neuauflage: Lilli Berlin, Kriminalroman. Rotbuch Verlag, Berlin 2014, ISBN 978-3-86789-198-1.

Science-Fiction (als Robert Artner, mit Clark Darlton)
- Am Ende der Furcht. Erzählungen. Heyne Science Fiction & Fantasy #3075, München 1966.
- Der strahlende Tod. Roman. Moewig (Terra Taschenbuch #123), München 1967.
- Leben aus der Asche. Roman. Moewig (Terra Taschenbuch #139), München 1968.

als Herausgeber
- Panorama moderner Lyrik deutschsprechender Länder. Von der Jahrhundertwende bis zur jüngsten Gegenwart. S. Mohn, Gütersloh 1966
- Drago Ulama: Gedichte. S. Mohn, Gütersloh 1966
- Thema Frieden. Zusammen mit Wolfgang Fietkau und Arnim Juhre. Hammer, Wuppertal 1967
- als Robert Artner: Handgriffe für den Umgang mit Beat, Schule, Film, Kirche, Anti-Baby-Pille, Bundeswehr, Eltern und anderen Gegnern. Jugenddienst-Verlag, Wuppertal 1968.

Übersetzungen
- Jim Kjelgaard: Fäuste und Angelruten. Aus dem Amerikanischen. S. Mohn, Gütersloh 1964, später: Sauerländer, Aarau 1973, ISBN 3-7941-0193-6.
- Anne Sinclair Mehdevi: Die Lederhand. S. Mohn, Gütersloh 1965

## Filmografie
Kinofilme
- 1967: Treibgut der Großstadt (Darsteller)
- 1971: Jaider – der einsame Jäger (Drehbuch)
- 1973: Verflucht dies Amerika (Drehbuch)
- 1974: Output (Film von Michael Fengler nach Motiven des Romans „Ich hab noch einen Toten in Berlin“ von Ulf Miehe)
- 1975: John Glückstadt (Drehbuch und Regie)
- 1987: Der Unsichtbare (Drehbuch und Regie)

Fernsehfilme
- 1980: So hat jeder seine Freiheit (Episode der TV-Serie So geht’s auch; Regie)
- 1981: Nichts Neues unter der Sonne – Grüße Max (Drehbuch und Regie)
- 1983: Die Zeiten ändern sich (Drehbuch)
- 1984–1986: Mehrere Serienepisoden der Reihe Der Fahnder. (Drehbuch)
- 1985: „Es muss nicht immer Mord sein“: Einmal ist keinmal mit Dirk Dautzenberg (Drehbuch)
- 1987: „Tatort“: Die Macht des Schicksals (Drehbuch)
- 1987: „Tatort“: Gegenspieler mit Helmut Fischer (Drehbuch)
- 1988: „Tatort“: Doppelleben (Drehbuch)